# Olulodes cautiperas
Olulodes cautiperas är en fjärilsart som beskrevs av George Francis Hampson 1912. Olulodes cautiperas ingår i släktet Olulodes och familjen nattflyn. Inga underarter finns listade i Catalogue of Life.